# 赤ひげ診療譚
『赤ひげ診療譚』（あかひげしんりょうたん）は、山本周五郎の連作短編時代小説集。1958年（昭和33年）に『オール讀物』3月号から12月号に連載、1959年（昭和34年）に文藝春秋新社より刊行された。短編8篇収録。江戸時代中期の小石川養生所を舞台に、長崎で修行した医師・保本登と、実在した江戸の町医者・小川笙船をモデルとする「赤ひげ」こと新出去定を主人公として、患者との葛藤を描いたヒューマンストーリー。
『赤ひげ』と題して1965年（昭和40年）に黒澤明監督、三船敏郎主演で映画化されたほか、たびたび映像・舞台化されている。
この小説から転じて、貧しい人から金銭を要求しない医師、多くの人に親切な医師などを「赤ひげ先生」、「赤ひげ」などと呼び、医師の理想の姿とされる（赤ひげ大賞も参照）。
現在は新潮文庫版が出版されている。新潮文庫版の累計部数は100万部を超える。

## 収録作品
- 狂女の話（初出：『オール讀物』1958年〈昭和33年〉3月号）
- 駆込み訴え（初出：『オール讀物』1958年〈昭和33年〉4月号）
- むじな長屋（初出：『オール讀物』1958年〈昭和33年〉5月号・6月号）
- 三度目の正直（初出：『オール讀物』1958年〈昭和33年〉8月号）
- 徒労に賭ける（初出：『オール讀物』1958年〈昭和33年〉9月号）
- 鶯ばか（初出：『オール讀物』1958年〈昭和33年〉10月号）
- おくめ殺し（初出：『オール讀物』1958年〈昭和33年〉11月号）
- 氷の下の芽（初出：『オール讀物』1958年〈昭和33年〉12月号）

## あらすじ
狂女の話
長崎から江戸へ帰ったばかりの青年医師保本登は、小石川養生所へ呼び出され、そのまま養生所で働くことになる。しかし登は、許嫁の天野ちぐさに裏切られたこと、御目見医師に任じられる約束を反故にされたこと、長崎で得た最新の医学知識を医長の新出去定に全て無条件で差し出すことなど、全てが不満だった。ささやかな抵抗として登は、養生所の規則やそれを決めた新出に逆らい続ける。それでも飽き足らず、登は養生所で働く娘・お杉に愚痴をこぼし、次第に彼女と親しくなっていく。

お杉は養生所の一角に監禁された狂女・おゆみを世話する女中だった。登は医師としておゆみに興味を持つが、殺人癖があり情事の最中に相手の男を殺すおゆみは、新出以外の者が診察できる状況ではなかった。そんなある晩、お杉は「新出先生の見立ては間違っている」と、おゆみの身の上を語りだす。

駆込み訴え
養生所に入所していた六助と言う老人が死んだ。身寄りを探すため登が六助の定宿に赴くと、そこには六助の孫を称する子供たちが押しかけていた。母親が奉行所に捕まったため、六助に子供たちを引き取って欲しいと言うのだ。登は新出と共に奉行所へ赴き、診察と称して六助の娘・おくにと話をする。彼女が牢に入れられたのは「罪人とは言え、情けを交わした夫を恩賞金欲しさに訴えた」罪だと言う。しかし彼女が夫を訴えたのには、恩賞金以外にも理由があった。

むじな長屋
養生所に来ない病人を診療に行く「通い療治」を始めた登は、むじな長屋に住む佐八を診ることになる。佐八は自身が生きる最低限の金品を除き、残りは全て長屋の住人に分け与え、長屋の者たちからは生き仏のように思われていた。しかし、登が処方した薬すら長屋の者たちに与える佐八の態度に、登は何か隠された理由を感じる。やがて臨終のときが迫ってきた佐八は、かつて大火で生き別れた女房・おなかについて語り始める。

三度目の正直
新出と登は、神田佐久間町に住む大工の藤吉に頼まれ、居候で弟分の大工・猪之を診察することになった。猪之は腕のいい大工で、幼い頃から女に好かれる性質だが女を寄せ付けず、藤吉が所帯を持ったこの半年の間に奇妙な行動を繰り返すようになったと言う。藤吉から猪之の事情を聞いた新出は、猪之が藤吉の気を惹くため無意識にやっていると判断し、藤吉と引き離すため診療所へ置くことにする。しばらくの間は何の変化も見られなかった猪之だが、ある日女嫌いになった理由を登に話し始める。

徒労に賭ける
新出は定期的に、みくみ町の岡場所へかよい療治に出向き、強制的に娼婦たちを診療していた。貧しさゆえに望まず身売りされ客を取らされ、病を患っても養生できずに死んでいく娼婦たちが後を絶たないためだ。しかし新出は「お上の息のかかった養生所の医師」であるため、そうした場所には彼を快く思わない者も少なくなかった。登を供にみくみ町へ出向いたある日、瘡毒にかかった少女のおとよを診療した新出は、道すがら登に向かってその心情を吐露する。

鶯ばか
登は足を痛めた母を見舞いに久々に実家を訪ね、ちぐさの妹天野まさをと再会する。少女だった頃に会ったきりのまさをだったが、清廉で思慮深い女性へ成長していた彼女に、登は心惹かれるものを感じていた。

「千両で売れる鶯を手に入れた」と思い込んだ男を診ることになった登は、同じ長屋に住む長次と言う少年と知り合う。長次は一家の貧しい生活を助けるため、あちこちで様々なものを拾い集めていた。しかし同じ長屋に住む元遊女・おきぬは、長次をはじめ長屋中の者たちの陰口を叩き、登や男たちに色目を使い、長屋中から煙たがられていた。そんなある日、長次の一家が心中を図ったと言う知らせが飛び込んで来る……

おくめ殺し
去定と登はかよい療治の帰り道、怪我人の角三と言う男を拾った。聞けば、角三の住む長屋は先代の大家から「息子の代まで無料で店子に貸す」と約束されていたが、先代の後を継いだ息子・松次郎は「約束は自分には関係ない」として長屋を取り壊す予定だと言う。約束が交わされた19年前の事情を唯一知る老人は既に呆け始めており、当時のことで唯一思い出せたのは「おくめ殺し」と言う言葉だけだった。

氷の下の芽
登はまさをと内祝言を挙げ、久々にちぐさと顔を合わせる。登は彼女に許しの言葉をかけ、ようやくちぐさと天野家のわだかまりは解けることとなった。その夜、登はまさをにお目見医の話を断り養生所へ残る決意を明かす。

同じ頃、養生所に白痴の妊婦おえいが母親のおかねに連れられてきた。おかねは子堕ろしを強く望むが、おえいは子を産み育てたいと言う。渋る母親を帰し、登が詳しい事情を聞くと、おえいは「自分の白痴は、子供を食い物に道楽を繰り返す両親から逃れるための演技」だと言う……

## 主な登場人物
新出去定（にいで きょじょう）
主人公。通称「赤ひげ」。小石川養生所の責任者である壮年の医師。口数少なく無骨だが、厳しい現実から決して目を逸らすことなく、徒労と知りつつも貧しく不幸な人々の救済を願い、医師として最善を尽くす人物。
保本登（やすもと のぼる）
もう一人の主人公。長崎で医学を学び江戸へ戻ってきたばかりの青年医師。長崎への留学中に許嫁の天野ちぐさに裏切られ、娘の不貞を恥じた天野源伯の手回しにより、小石川養生所で働くことになる。生真面目なエリートで、当初は養生所で働くことを不本意として新出に反発していたが、彼と共に様々な患者と接することで、医師としてやるべきことを見出していく。
森半太夫
小石川養生所の見習い医師。生真面目で、新出を尊敬している。
お雪
小石川養生所の賄所で働く。森を慕う。
津川玄三
小石川養生所の医師。登と入れ替わりで養生所を出る。
保本良庵
町医者。登の父。
保本八重
登の母。
天野源伯
公儀の表御番医。ちぐさ、まさをの父。
天野ちぐさ
登の元許嫁。
天野まさを
ちぐさの妹。
おゆみ
狂女。小石川養生所にて隔離されている。
お杉
女中。おゆみの世話役。
竹造
小石川養生所の小者。

## 書誌情報
- 『赤ひげ診療譚』文芸春秋新社、1959年。
- 『赤ひげ診療譚』講談社〈ロマン・ブックス〉、1962年。
- 『山本周五郎全集 第6巻』講談社、1963年。
- 『赤ひげ診療譚』新潮社〈新潮文庫〉、1964年。
  - 『赤ひげ診療譚』（改版）新潮社〈新潮文庫〉、1983年。ISBN 4101134065。
- 『山本周五郎小説全集 第10巻 (赤ひげ診療譚)』新潮社、1967年。
- 『赤ひげ診療譚』講談社、1972年。
- 『赤ひげ診療譚 五瓣の椿』新潮社〈愛蔵決定版 山本周五郎全集 第11巻〉、1981年。
- 『赤ひげ診療譚』角川春樹事務所〈ハルキ文庫〉、2008年。ISBN 9784758433822。
- 『赤ひげ診療譚・おたふく物語』新潮社〈山本周五郎長篇小説全集 第7巻〉、2008年。ISBN 9784106440472。

オーディオブック
- 『赤ひげ診療譚 第一集 狂女の話／駈込み訴え』朗読：嵐圭史、新潮社〈新潮CD〉、2010年10月29日。ISBN 9784108302419。
- 『赤ひげ診療譚 第二集 むじな長屋／三度目の正直』朗読：嵐圭史、新潮社〈新潮CD〉、2010年10月29日。ISBN 9784108302426。
- 『赤ひげ診療譚 第三集 徒労に賭ける／鶯ばか』朗読：嵐圭史、新潮社〈新潮CD〉、2010年12月17日。ISBN 9784108302433。
- 『赤ひげ診療譚 第四集 おくめ殺し／氷の下の芽』朗読：嵐圭史、新潮社〈新潮CD〉、2010年12月17日。ISBN 9784108302440。

## 映像化作品

### 映画
- 赤ひげ（1965年）　東宝・黒澤プロダクション制作、監督：黒澤明、主演：三船敏郎

### テレビドラマ
- 夜の十時劇場 赤ひげ診療譚（1960年） フジテレビ、主演：フランキー堺
- 山本周五郎アワー 鶯ばか（1961年） TBS、主演：河津清三郎
- 金曜時代劇 赤ひげ（1972年） NHK、主演：小林桂樹
- 大型時代劇スペシャル 赤ひげ（1989年） TBS、主演：田原俊彦（保本登役）。赤ひげ役は萬屋錦之介
- ヒューマン時代劇スペシャル 赤ひげ（1997年） テレビ朝日、主演：藤田まこと
- ゴールデンシアター特別企画 赤ひげ（2002年） フジテレビ、主演：江口洋介　黒澤版のリメイク
- BS時代劇 赤ひげ（2017年） NHK BSプレミアム、（2018年） NHK総合[2]、（2020年） NHK BSプレミアム・BS4K[3]、主演：船越英一郎